# Галерея Умберто I
Галерея Умберто I (итал. Galleria Umberto I) — публичная торговая галерея (пассаж) в Неаполе, названная в честь короля Италии Умберто I. Находится через дорогу от оперного театра Сан-Карло. Здание было построено в 1887—1891 годы, и является отправной точкой в многолетней реконструкции Неаполя, которая называлась risanamento (букв. «делать здоровым снова») и продолжалась до Первой мировой войны. Галерея была спроектирована Эмануэле Рокко, и напоминает галерею Витторио Эмануэле II в Милане. Галерея была призвана создать общественное пространство в центре Неаполя, объединяющее бизнес, магазины и предприятия питания.
Галерея была официально открыта 10 ноября 1894 года мэром Неаполя Никола Аморе. 
Представляет из себя высокое и просторное крестообразное сооружение, увенчанное стеклянным куполом. Площадь этих окон 1076 квадратных метра.
Имеет четыре сводчатых крыла, одно из которых выходит на улицу Толедо — одну из центральных магистралей города. Здание является частью объекта «Исторический центр города Неаполь» в списке всемирного наследия ЮНЕСКО.
Галерея Умберто является местом где происходят события книги «Галерея» американского писателя Джона Хорна Бернса